# Жанета Ђукић Перишић
Жанета Ђукић Перишић (Београд, 9. јун 1956) српска је књижевна историчарка и писац.

## Биографија
Рођена је, живи и ради у Београду. Студирала је светску књижевност и теорију књижевности на Филолошком факултету Универзитета у Београду. На постдипломским студијама на Институту "Херцен" у Лењинграду (СССР) радила магистарски рад о Историјској поетици Александра Веселовског. Магистрирала је и на Филолошком факултету у Београду тезом о недовршеном роману Иве Андрића На сунчаној страни. Докторирала је на Филозофском факултету у Новом Саду радом Тематско-мотивски, идеолошки и поетички аспекти Андрићевог дела у биографском и историјском контексту.
Дуго је радила у Задужбини Иве Андрића, испрва као стручна сарадница, затим као руководилац Центра за документацију, па као саветница и најпосле као управница. Сада ради као уредница у издавачкој кући Академска књига.
Добитница је награде "Исидора Секулић" , Вукове награде и награде "Златна српска књижевност" из Фонда Александра Арнаутовића.

## Одабрана дела
- Каваљер светог духа: о једном недовршеном роману Иве Андрића, (Београд, 1992).
- Јеврејски портрети у делима Иве Андрића, уредила Софија Шкорић (Торонто, 2005).
- Кулинарски путописи, (Београд, 2008).
- Писац и прича: стваралачка биографија Иве Андрића (Нови Сад, 2012)
- На почетку свих стаза: Андрић и Вишеград (Београд, 2015)
- Небо над Београдом: Андрић и престоница, (Београд, 2022).

### Уредник дела Иве Андрића
- На сунчаној страни (реконструкција недовршеног романа) (1994, 2011, 2017)
- Предели и стазе (путописи) (2000, 2017),
- Сабране приповетке (2008, 2012)
- Љубав у касаби: вишеградске приче (2010, 2014)

### Приређивач
- Анђео иза огледала (2001)
- Прича и причање: антологија прича награђених Андрићевом наградом (2001)
- Анђео историје и дневни послови Миодрага Перишића (2004)
- Најлепша љубавна писма светских писаца (2023)